# Millesgården
Millesgården è un museo d'arte e giardino delle sculture situato sull'isola di Lidingö, nell'arcipelago di Stoccolma, in Svezia. 

## Storia
Millesgården occupa i terreni dell'ex casa di Carl (1875–1955) e sua moglie Olga Milles (1874-1967), due artisti che, nel 1906, acquistarono il terreno oggi occupato dal museo. La struttura venne progettata dall'architetto Karl M. Bengtsson (1878-1935) e inaugurata nel 1908. Millesgården fu oggetto di vari ampliamenti e ristrutturazioni effettuate in collaborazione con Evert Milles (1885-1960), il fratello di Carl. I due coniugi Milles vissero a Millesgården fino al 1931. Nel 1936 la villa venne trasformata in una fondazione e donata al popolo svedese.

## Descrizione
Millesgården è una "casa artistica" composta di tre parti: l'ex abitazione di Carl Milles, una galleria d'arte e un parco di sculture comprendente perlopiù opere dello stesso Milles. All'ingresso della terrazza centrale si trova un giardino di sculture e un altro atelier di sculture che prende il nome di Lilla Ateljén. Sul finire degli anni 1940 venne aggiunta la cappella Woodland, che è oggi il luogo di sepoltura di Carl e Olga. All'inizio degli anni 1950, venne costruita, su progetto Evert, la casa di Anne Hedmark (1899-1993), la segretaria di Carl Milles, che visse sul posto fino al 1986. L'ultimo edificio aggiunto al complesso architettonico di Millesgården è la Millesgården Art Hall, posta lungo un lato della terrazza inferiore, progettata dall'architetto Johan Celsing e inaugurata nel mese di ottobre del 1999.